# تأثير الموقف المتسلسل

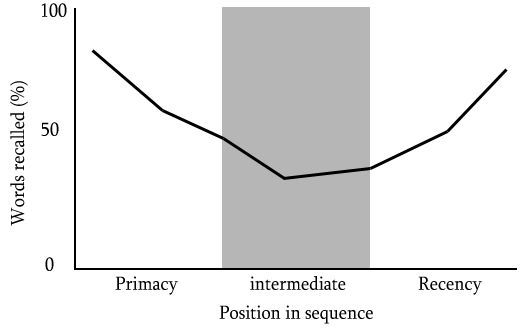

تأثير الموقف المتسلسل أو تأثير مَوْضِع التسلسل (بالإنجليزية: Serial position effect)‏، هو ميل الشخص لتذكُّر أول و آخر العناصر في سلسة بشكل أفضل، وتذكُّر العناصر الوسطى بشكل أسوأ. اخترع هيرمان إبنجهاوس ذلك المصطلح عن طريق دراسات أجراها على نفسه، ويشير إلى استنتاج أن دقة الاسترجاع تتباين بصفتها وظيفة لموقع العنصر في قائمة دراسة. عندما يُطلَب منهم تذَكُّر قائمة من العناصر بأي ترتيب (استرجاع حُر)، يميل الأشخاص إلى بدء التذَكُّر من نهاية القائمة، وتذكر تلك العناصر أكثر من البقية (تأثير الحداثة). من بين العناصر الأولى في القائمة، استرجاع العناصر القليلة الأولى يحدث غالبًا أكثر من العناصر الوسطى (تأثير الأسبقية).
أحد الأسباب المقترحة للتأثير الأولي هو أن العناصر الأولية في مقدمة القائمة تُخزّن بشكل أكثر فاعلية في الذاكرة الخاملة بسبب زيادة مقدار المعالجة المُخصّصة لها. (يمكن التّدرُب على العنصر الأول من القائمة بمفرده؛ لكن يجب التدرب على العنصر الثاني مع الأول، والعنصر الثالث مع العنصرين الأول والثاني وما إلى ذلك.) يخفّ التأثير الأولي عند تقديم العناصر بسرعة، في حين أنه هذا التأثير يُعَزز عند تقديم العناصر ببطء (العوامل التي تُخفف وتعزز معالجة كل عنصر وبالتالي تقوم تلك العوامل بعملية التخزين الدائم). وُجِدَ أن القوائم الأطول تساعد في التقليل من التأثير الأولي.
أحد الأسباب النظرية للتأثير الحديث هو أن هذه العناصر ما تزال موجودة في الذاكرة النّشِطة عند طلب استدعائها. العناصر التي لا تستفيد من التأثيرين (العناصر الوسطى) هي الأكثر ضعفًا في عملية الاستدعاء. يرتبط تفسير إضافي للتأثير الحديث بالسياق الزمني: في حال اختباره مباشرة بعد التدريب، يمكن للسياق الزمني الحالي أن يكون بمثابة أداة استدعاء، والتي من شأنها أن تتنبأ بأن العناصر الأكثر حداثة تمتلك احتمال أعلى لتذكرها أكثر من العناصر التي دُرست في سياق زمني مختلف (في مقدمة القائمة). يُقلّل من تأثير الحداثة عند إعطاء مهمة مُتداخلة. تتضّمن المهام المتداخلة الذاكرة العاملة، إذ إن عنصر إلهاء، في حال تجاوزت مدته من 15 إلى 30 ثانية، يمكن أن يلغي تأثير الحداثة. بالإضافة إلى ذلك، في حال ظهر الاستدعاء فور الاختبار مباشرًة، فسيكون تأثير الحداثة ثابتًا، بغضّ النظر عن طول القائمة المُعطاة أو معدل زمن العرض.
لا يُظهر فقدان الذاكرة ذو القدرة الضعيفة على تكوين ذكريات طويلة الأمد، تأثيرًا أوليًا بشكل دائم، ولكنه يُظهر تأثيرًا في حالة جاء الاستدعاء بعد الدراسة مباشرة. يُظهر الأشخاص المصابون بمرض ألزهايمر تأثيرًا أوليًا مُخفّضًا ولكنهم لا ينتجون تأثيرًا أوليًا في حالات الاستدعاء.

## التأثير الأوّلي
يُعد التأثير الأولي، في علم النفس وعلم الاجتماع، انحياز معرفي ينتج عن شخص يستدعي المعلومات الأولية المُقدمة بشكل أفضل من المعلومات المُقدمة لاحقًا. على سبيل المثال، من المرجح أن الشخص الذي يقرأ قائمة طويلة من الكلمات يكون قادرًا على تذكر الكلمات الموجودة في بداية القائمة أكثر من الكلمات منتصف القائمة.
حاول العديد من الباحثين شرح هذه الظاهرة من خلال آلية الاستدعاء الحرّ (اختبارات باطلة). يشرح كل من كولوتشا وغامبوز وبراندمونت (2011)، آلية الاستدعاء الحرّ بينما يحاول المشاركون تذكر المعلومات دون بذل أي جهد. في بعض التجارب التي أُجريت في أواخر القرن العشرين، لوحظ أن المشاركين الذين عرفوا أنهم ضمن اختبار في قائمة مُقدمة إليهم سوف يُدرّبون أنفسهم على تذكر العناصر: عند تقديم العناصر، سيُكرّر المشاركون هذه العناصر بمفردهم، وبينما تظهر العناصر الجديدة، سيستمر المشاركون في التدريب على تذكر العناصر السابقة إلى جانب العناصر الأحدث. أُثبِتَ أن التأثير الأولي كان له أثرًا أكبر من ناحية التذكر عندما يكون هناك مدة أطول بين عرض العناصر بحيث يكون للمشاركين فرصة أكبر للتدريب على العناصر السابقة (الأولية).
يُعتبر إجراء بروفة علنية بمثابة تقنية تهدف إلى اختبار أنماط التدريبات التي يقوم بها المشاركين. في تجربة باستخدام هذه التقنية، طُلِبَ من المشاركين قراءة العناصر التي تتبادر إلى أذهانهم بصوت عال. وبهذه الطريقة، كان المُختَبِر قادرًا على رؤية كيف أن المشاركين سيكرّرون العناصر الأولية أكثر من العناصر الموجودة في منتصف القائمة، وبالتالي فإنهم يتدربون عليها بشكل متكرر لذا سوف يتذكرون العناصر الأولية بشكل أفضل من العناصر الوسطى لاحقًا.
في تجربة أخرى، من قِبَل برودي وموردوك، وُجِدَ أن تأثير الحداثة مسؤول جزئيًا عن التأثير الأولي. في تجربتهما هذه، استخدما أيضًا تقنية البروفات العلنية ووجدا أنه بالإضافة إلى التدريب على العناصر الأولية أكثر من العناصر اللاحقة، قد كان المشاركون يتدربون أيضًا على العناصر الأولية لاحقًا في القائمة. بهذه الطريقة، فإن العناصر الأولية كانت أقرب إلى فترة الاختبار عن طريق التدريب ويمكن تفسيرها جزئيًا بتأثير الحداثة.
في عام 2013، أظهرت دراسة أن التأثير الأولي يأخذ أيضًا دورًا بارزًا في عملية صنع القرار، وذلك استنادًا إلى الخبرة في نموذج الاختيار المتكرر، وهي عبارة عن عملية تعلُّم تُعرف أيضًا باسم الإشراط الاستثابي. أظهر المؤلفون أن هذه الأهمية ترتبط بقيمة المكافأة الأولى على سلوك لاحق، وهي ظاهرة أطلقوا عليها اسم الحصيلة الأولية.
في دراسة أخرى، أُعطي المشاركون واحدة من جملتين. على سبيل المثال، يمكن إعطاء الشخص جملة على الشكل التالي «ستيف ذكي ومجتهد وانتقادي ومُتسّرع وغيور». والجملة الأخرى هي «ستيف غيور ومُتسّرع وانتقادي ومجتهد وذكي». تحتوي هاتان الجملتان على المعلومات ذاتها. تُشير الجملة الأولى إلى ميزة إيجابية في بدايتها بينما الجملة الثانية تُشير إلى ميزات سلبية. وجد الباحثون أن الأشخاص الذين قيّموا ستيف بشكل إيجابي أكثر عند إعطائهم الجملة الأولى، مقارنة مع الجملة الثانية.

## تأثير الحداثة
نموذجين تقليدين للنظريات يشرحان تأثير الحداثة.

### نماذج ثنائية التخزين
تفترض هذه النماذج أن عناصر الدراسة المّدرجة أخيرًا يتم استدعائها من مخزن مؤقت سهل الوصول إليه، أي الذاكرة قصيرة الأمد عند الإنسان. يتيح ذلك للعناصر التي دُرِسَت مؤخرًا حصولها على ميزة تفوق تلك التي دُرِست مسبقًا، إذ يجب استدعاء عناصر الدراسة السابقة بجهد أكبر من العناصر الموجودة في مخزن الذاكرة طويلة الأمد.
أحد التنبؤات المهمة لهذه النماذج هو أن عرض عنصر إلهاء ما، على سبيل المثال حل المشكلات الحسابية لمدة 10-30 ثانية، خلال فترة الاحتفاظ (الوقت بين عرض القائمة والاختبار)، يخفّف من تأثير الحداثة. نظرًا لأن الذاكرة قصيرة الأمد لديها سعة محدودة، فإن عنصر الإلهاء يحلّ محلّ عناصر قائمة الدراسة اللاحقة من الذاكرة قصيرة الأمد بحيث ضمن الاختبار، لا يمكن استدعاء هذه العناصر إلا من الذاكرة طويلة الأمد، وتكون قد فقدت ميزتها السابقة المتمثلة في سهولة استدعائها من المخزن المؤقت قصير الأمد. على هذا النحو، فإن النماذج ثنائية التخزين تشرح بشكل جيد كلّ من تأثير الحداثة في مهام الاستدعاء المباشر، والتخفيف من هذا التأثير في مهمة الاستدعاء الحرّ.
توجد مشكلة رئيسية في هذا النموذج، وهي أنه لا يمكن التنبؤ بتأثير الحداثة على المدى الطويل الذي لوحظ في الاستدعاء المتأخر، عندما يتداخل عنصر إلهاء بين كل عنصر من عناصر الدراسة خلال الفترة بين المثيرات (مهمة إلهاء مستمرة). نظرًا لأن عنصر الإلهاء ما يزال موجودًا بعد آخر عنصر دراسة، يجب أن يحلّ محلّ ذلك العنصر من الذاكرة قصيرة الأمد بحيث يساعد على التخفيف من تأثير الحداثة. وبالتالي، فإن وجود تأثير الحداثة الطويل الأمد، يزيد من احتمالية حدوث آلية مشتركة بين الآثار المباشرة والآثار الطويلة الأمد.

### نماذج أحادية التخزين
وفقًا لنظريات التخزين الأحادي، هناك آلية واحدة مسؤولة عن تأثيرات الموقف المتسلسل. يعتمد النوع الأول من النموذج على التمييز الزمني النسبي، إذ يحدّد الفارق الزمني بين دراسة كل عنصر في القائمة والاختبار القدرة التنافسية النسبية لتتبع ذاكرة العنصر عند استدعائه. في هذا النموذج، يُعتقد أن العناصر الموجودة في نهاية القائمة أكثر تمييزًا، وبالتالي يمكن استدعائها بسهولة أكبر.
يعتمد نوع آخر من النماذج على التباين في السياق، والذي يفترض أن استدعاء العناصر من الذاكرة لا يستند على التمثيل العقلي لأحد عناصر الدراسة فحسب، بل أيضًا على سياق الدراسة. نظرًا لأن السياق يتنوع ويتغير بشكل متزايد مع مرور الوقت، في اختبار الاستدعاء الحرّ، عندما تتنافس عناصر الذاكرة على عملية الاستدعاء، ستحتوي العناصر التي دُرِسَت مؤخرًا على سياقات ترميز مشابهة بشكل كبير لسياق الاختبار، ومن المرجح أن يتم استدعائها.
خارج عملية الاستدعاء الحرّ، يمكن أن تتنبأ هذه النماذج أيضًا بوجود أو غياب تأثير الحداثة في عملية الاستدعاء الحر المتأخر وظروف الاستدعاء الحرّ المستمر. في ظل ظروف الاستدعاء المتأخر، فإن سياق الاختبار قد تلاشى مع زيادة فترة الاستبقاء، ما يؤدي إلى التخفيف من تأثير الحداثة. في ظل ظروف الاستدعاء المستمر لصرف الانتباه، بينما تُقلِّل الفواصل الزمنية التمثيلية المتزايدة من أوجه التشابه بين سياق الدراسة وسياق الاختبار، تبقى أوجه التشابه النسبية بين العناصر على حالها دون تغيير. طالما أن عملية الاستدعاء هي عملية تنافسية، فإن العناصر الحديثة لها الأفضلية في النجاح، وبذلك تتم ملاحظة تأثير الحداثة.